# Glažar
Glažar je priimek v Sloveniji, ki ga je po podatkih Statističnega urada Republike Slovenije na dan 1. januarja 2010 uporabljalo 305oseb in je med vsemi priimki po pogostosti uporabe uvrščen na 1.272. mesto.

## Znani nosilci priimka
- Andrej Glažar, grafični oblikovalec
- Božo Glažar - Maks, UDV-jevec, informbirojevec, politični emigrant
- Ela Glažar (r. Grad) (*1937), baletna plesalka
- Janez Glažar (1934-2023), planinski delavec
- Jože Glažar, kitarist;  filmski/video ustvarjalec (= drug?)
- Natalija Glažar Berčič, arhivistka, slovaropiska?
- Saša Aleksij Glažar (1939-2024), kemik, naravoslovno-tehnični informatik
- Tadej Glažar (*1964), arhitekt, oblikovalec, prof. FA
- Teja Glažar (*1942), gledališka in filmska igralka
- Vinko Glažar (1907-1999), član organizacije TIGR in OF